# Muralla medieval de Llíria

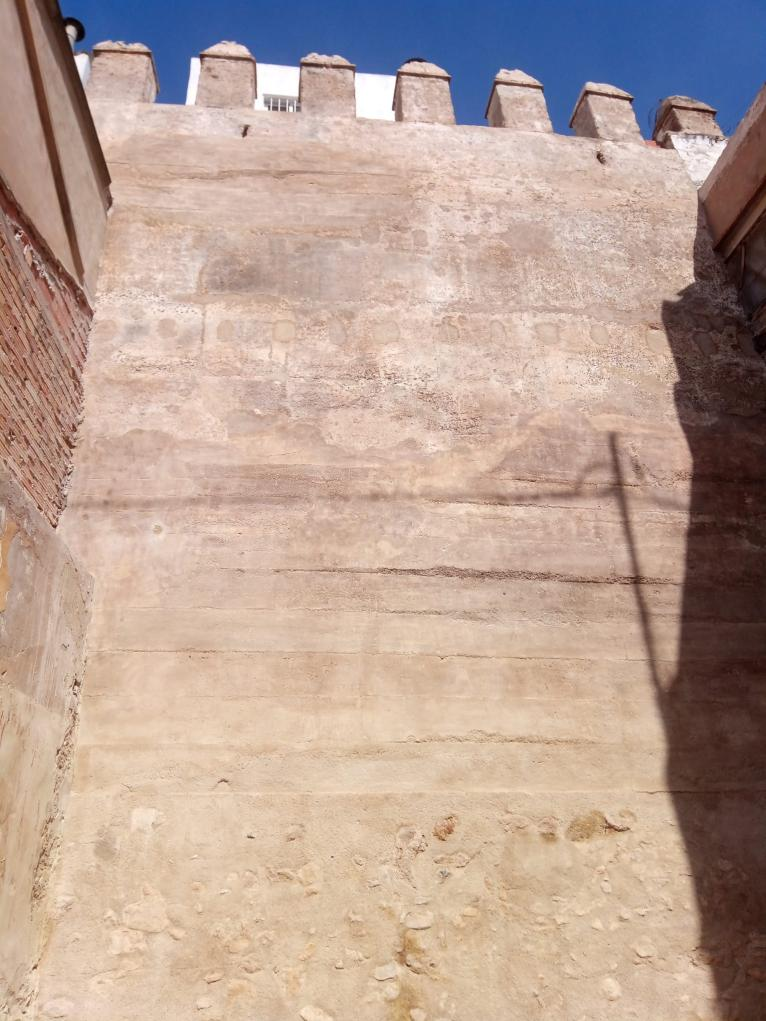
Llenç visible de la muralla medieval amb merlets al carrer Virat.

La Muralla Medieval de Llíria, està catalogada com Bé d'interès cultural, amb codi d'identificació : 46.11.147-023, ja que no té anotació ministerial.
De l'anomenada "vila vella" de Llíria es té constància documentada de la seva existència com a nucli de població, des del segle xi, moment en el qual apareix esmentada per primera vegada en les Cròniques del Cid l'any 1090, amb motiu del setge de Rodrigo Díaz de Vivar per l'impagament de les paries, corresponents a l'esmentat any. Més tard, al segle xii la ciutat és novament esmentada per Ibn al-Abbar amb el nom de Lyria. No es torna a tenir cap tipus referència sobre la ciutat fins al Llibre del Repartiment, única font disponible per conèixer la configuració urbana de Llíria en els moments immediats a la conquesta cristiana del rei Jaume I a 1239.
Després de la Reconquesta, els cristians segueixen utilitzant les muralles àrabs, que després s'ampliaran i reformaran, a conseqüència del creixement demogràfic i l'arribada de nous pobladors. Així, el mateix Consell de la Ciutat durant la primera meitat del segle XIV promulga diversos decrets amb la finalitat de recaptar fons per reparar i redificar la muralla. L'ampliació es va fer almenys pel costat sud-est, destacant l'anomenat "Portal de la Traïció ", per ser considerat el millor exponent de l'arquitectura mudèjar d'aquest moment. A més de la muralla islàmica se li afegeixen merlets. A partir del segle xvii, pel seu progressiu abandonament, es procedeix a la demolició de part de la muralla, mentre que altres llenços de la mateixa acaben formant part dels habitatges que es construïen al seu voltant.
Només coneixem la muralla islàmica per algunes descripcions formals del recinte, amb grans torres, possiblement relacionades amb portes o angles de la fortificació, i entre elles torrasses de dimensions més petites, ja que amb prou feines es conserven restes constructives. L'única porta coneguda de la muralla és l'anomenada "Porta Ferrissa".
Llíria conserva importants restes de la muralla medieval, especialment destacables són els dels carrers de Viriat i de Sant Joan de Mata. És una obra realitzada fonamentalment amb tàpia de terra amb torres reforçades amb carreus d'època romana reutilitzats en els seus angles. Tancant el recinte fortificat estava situada l'alcassaba, residència del Cadí o governador.

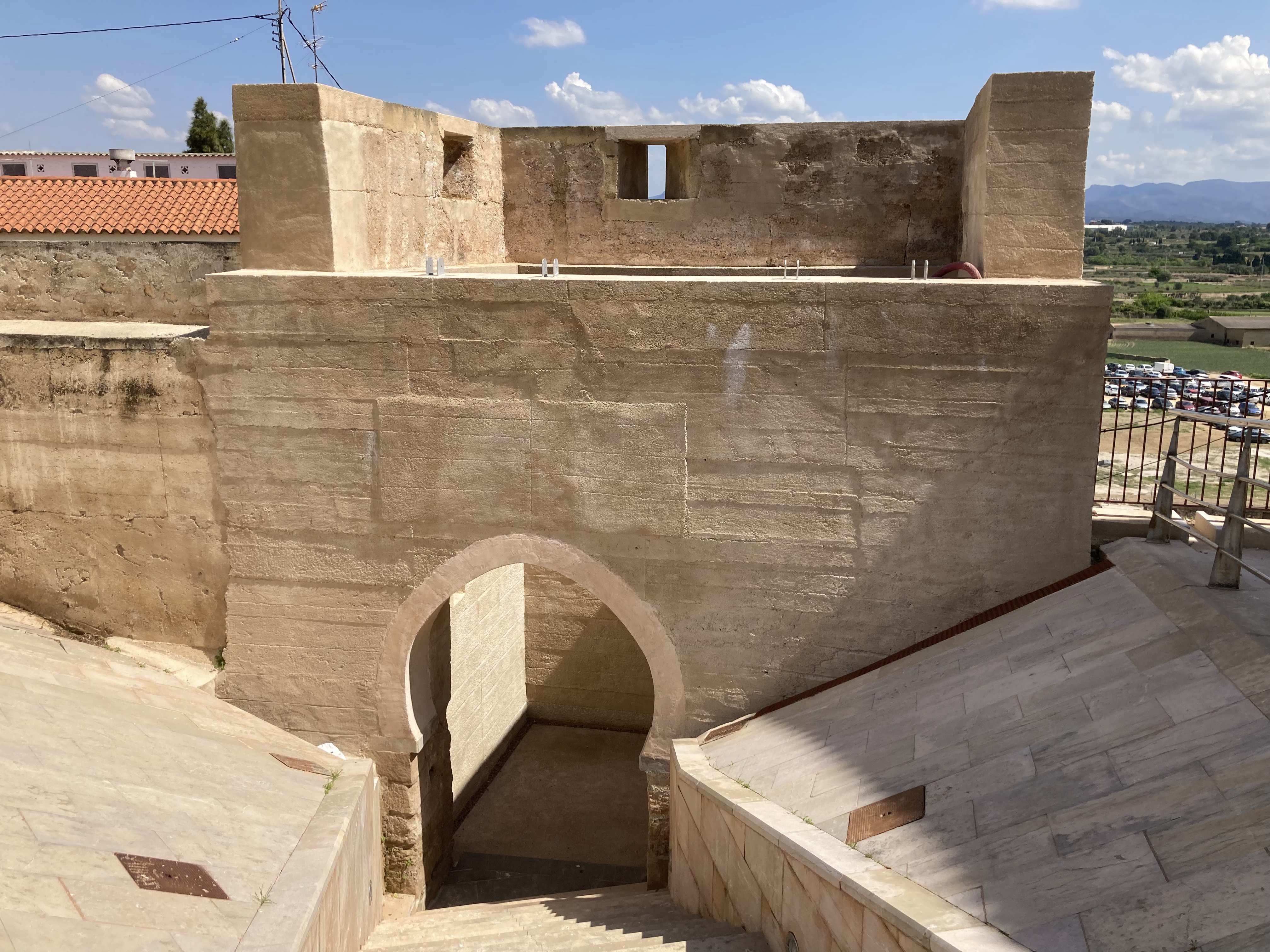
Part posterior del Portal de la Traïció de la muralla de Llíria

En 2021 finalitzen els treballs de restauració i recuperació del Portal de la Traïció una de les dues portas que actualment es conserven del recinte emmurallat producte de l'ampliació motivada per la Guerra amb Castella (Guerra dels dos Peres).

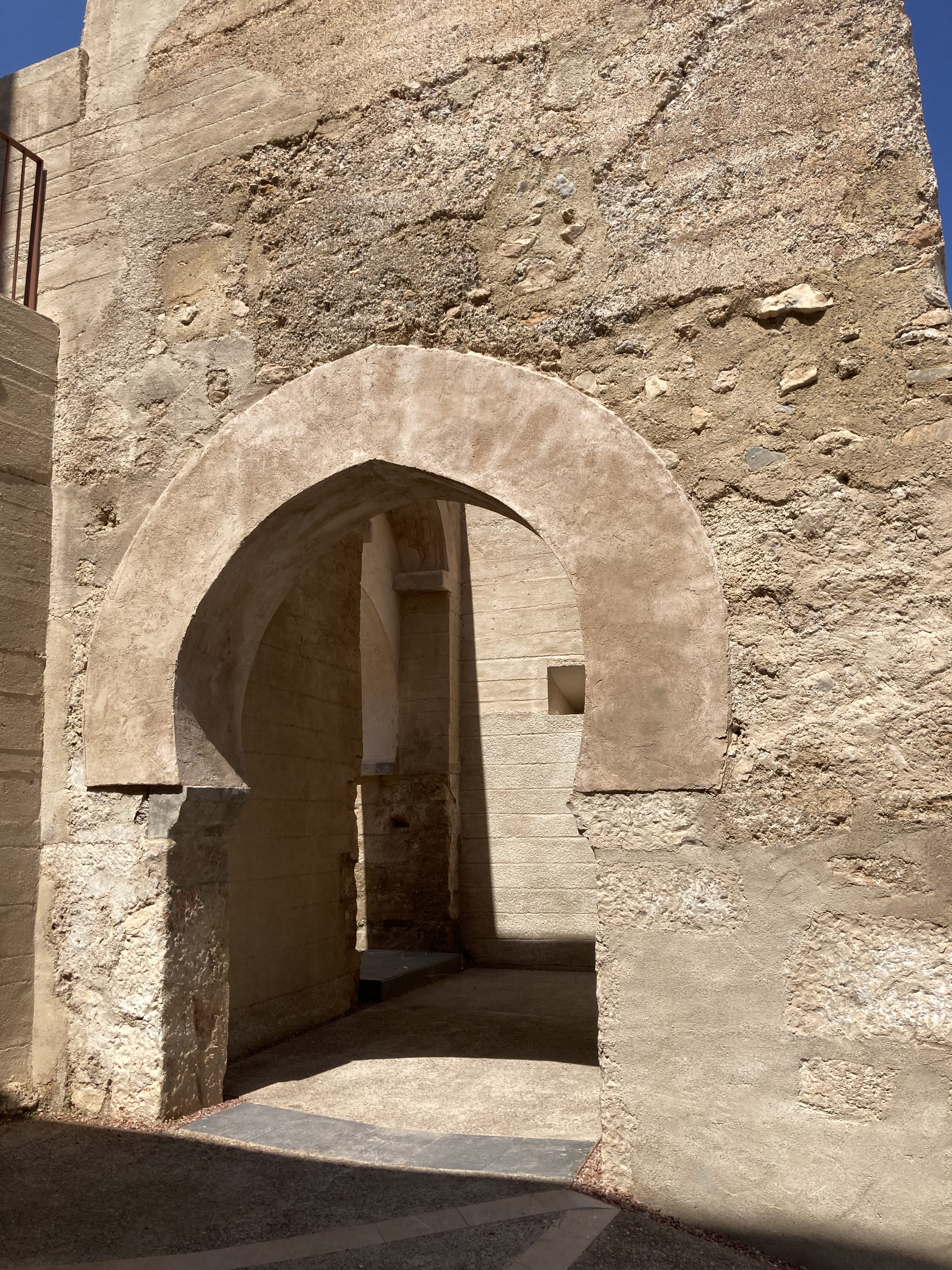
Arc de ferradura apuntat en l'accés exterior del Portal de la Traïció de la muralla de Llíria.

En aquesta porta destaca la presència d'arcs de ferradura apuntats (el de la part posterior es tracta d'una conjectura arquitectònica ja que no es documenta el traçat original posterior del portal).

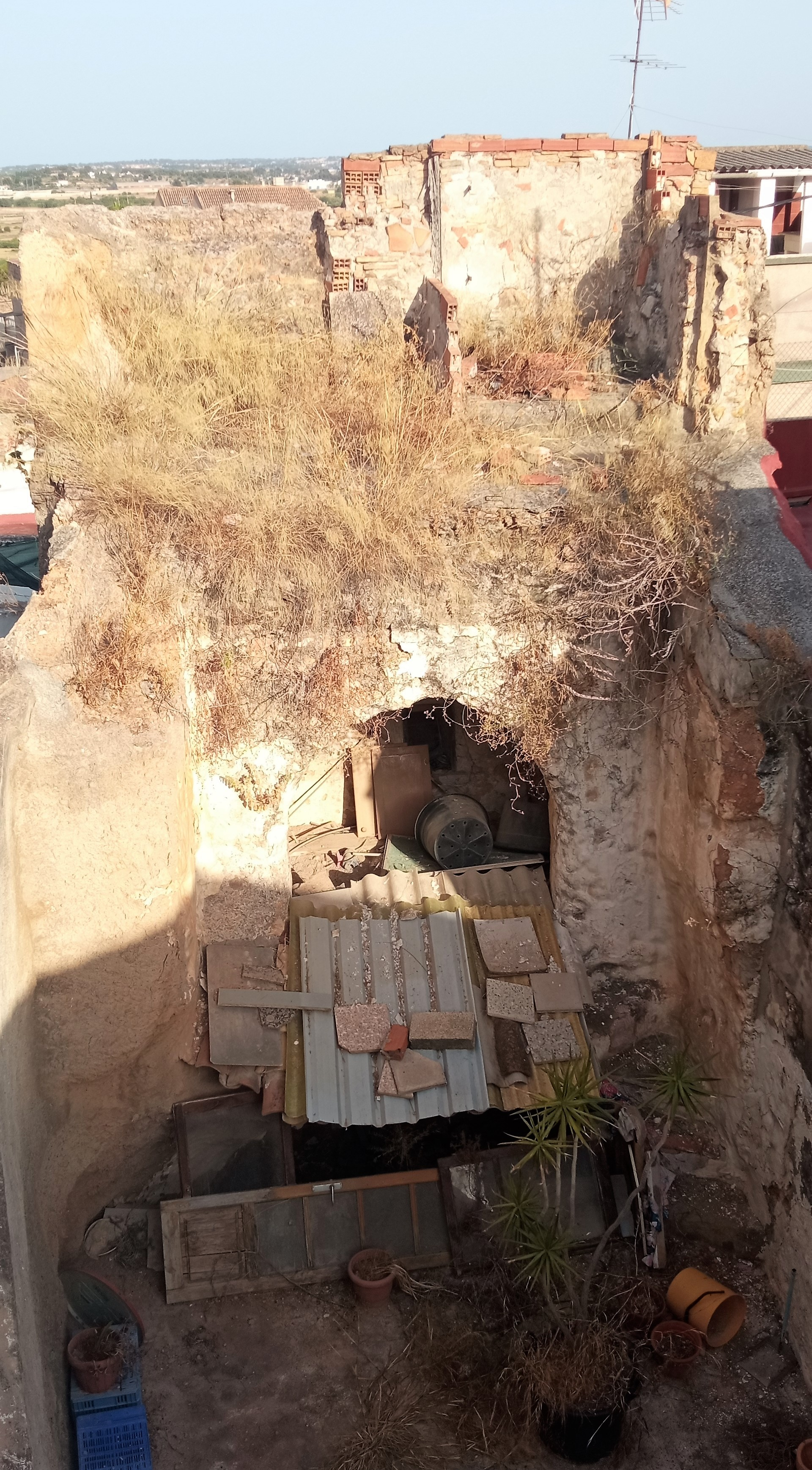
Portal de València o dels Jueus, conservat en pèssimes condicions. Fotografia- Francesc Rozalén. Any 2022. Arxiu FRI

L' altra porta existent, construïda durant l'ampliació del recinte original andalusí produïda en el segle XIII,el Portal de València o dels Jueus es conserva junt al llenç del carrer Viriat.
En maig de 2024, després d'un xicotet esfondrament superficial a causa de les filtracions d'aigua de pluja, la muralla conservada en al carrer Viriat de Llíria va ser objecte de restauració i consolidació per part de l'Ajuntament de Llíria.